# BMW Série 6
Pour les articles homonymes, voir E63.
La BMW Série 6 est une gamme de voitures coupés et cabriolets conçus par le constructeur allemand BMW. Cette série succède à la 3.0 CSi (E9). Après la première génération (1976 - 1989) cette série ne fut pas renouvelée immédiatement, la deuxième génération arrivant en 2004.
- BMW E24 : 1976 – 1989
- BMW E63 / E64 : 2003 – 2010
- BMW F12 / F13 / F06 : 2011 – 2017 (coupé)
- BMW G32 (GT) : depuis 2017

## E24
Dessinée par Paul Bracq, la Série 6 (E24) est la remplaçante de l'ancien coupé E9.

### Modèles et motorisations
| Modèle  | Début | Fin  | Type | Puissance | Cylindrée                     |
| ------- | ----- | ---- | ---- | --------- | ----------------------------- |
| 628CSi  | 1979  | 1987 | L6   | 184 ch    | 2,8 L 12S                     |
| 630CS   | 1976  | 1979 | L6   | 185 ch    | 3,0 L 12S à carburateur Solex |
| 633CSi  | 1975  | 1981 | L6   | 200 ch    | 3,2 L 12S                     |
| 635CSi  | 1978  | 1981 | L6   | 218 ch    | 3,5 L 12S                     |
| 635CSi  | 1982  | 1989 | L6   | 218 ch    | 3,4 L 12S                     |
| M635CSi | 1984  | 1989 | L6   | 286 ch    | 3,5 L 24S                     |

L6 : moteur 6 cylindres en ligne.

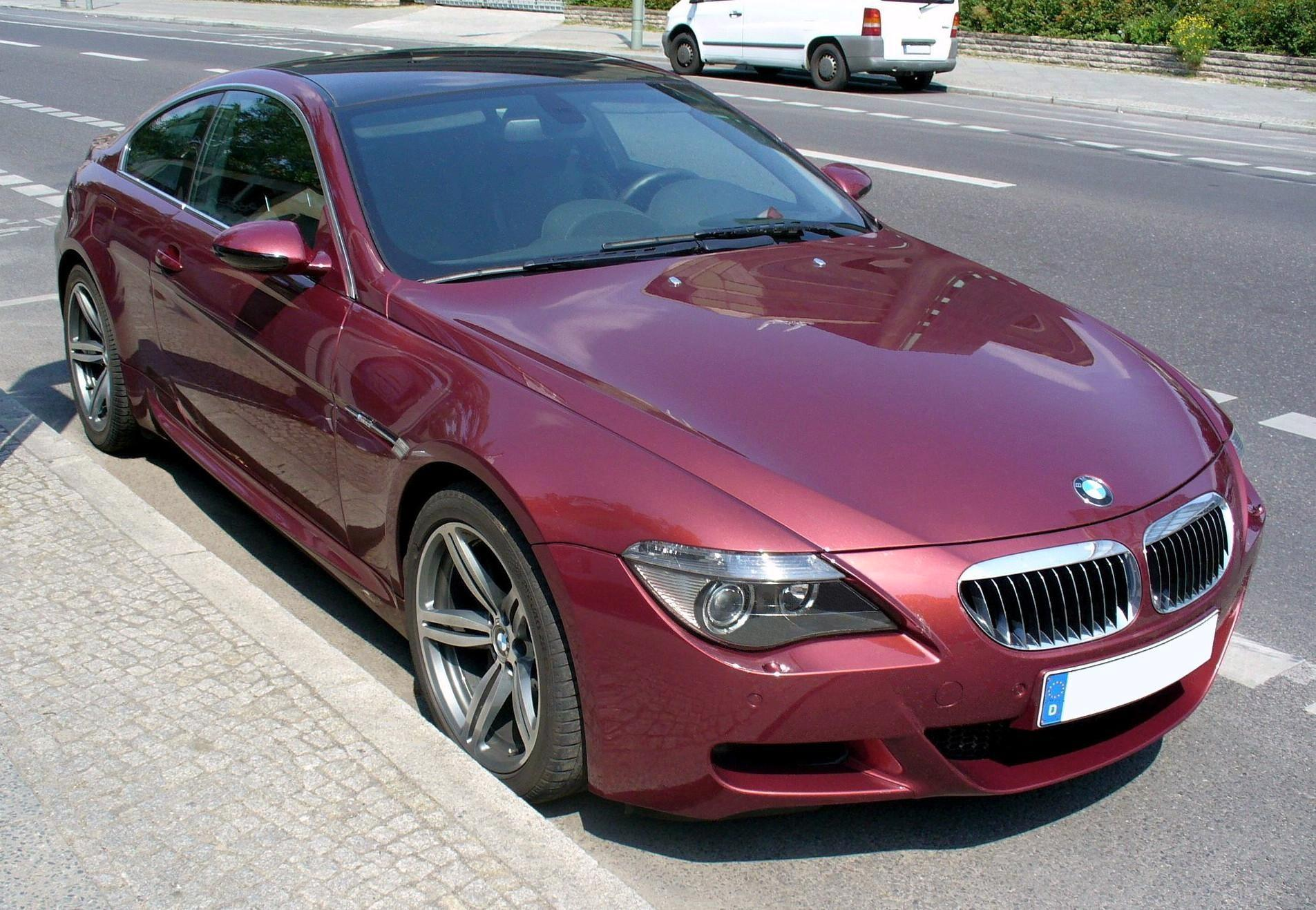
BMW M6

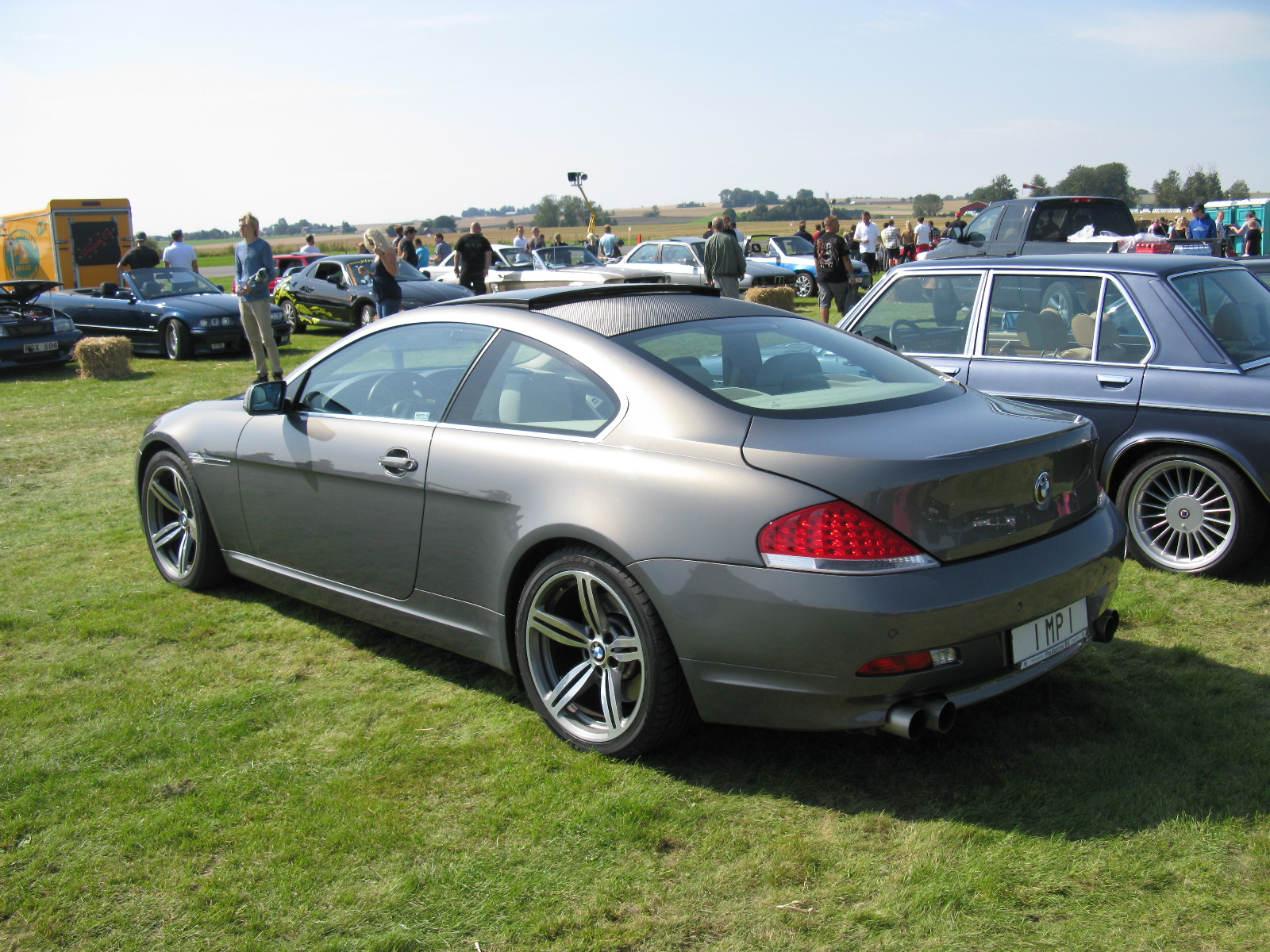
BMW 645 Ci

La M635 CSi (1984-1989) est aussi appelée « M6 » aux États-Unis. Elle reste à ce jour la seule BMW de série à dépasser les 250 km/h (les modèles de l'époque n'étant pas encore bridés électroniquement).

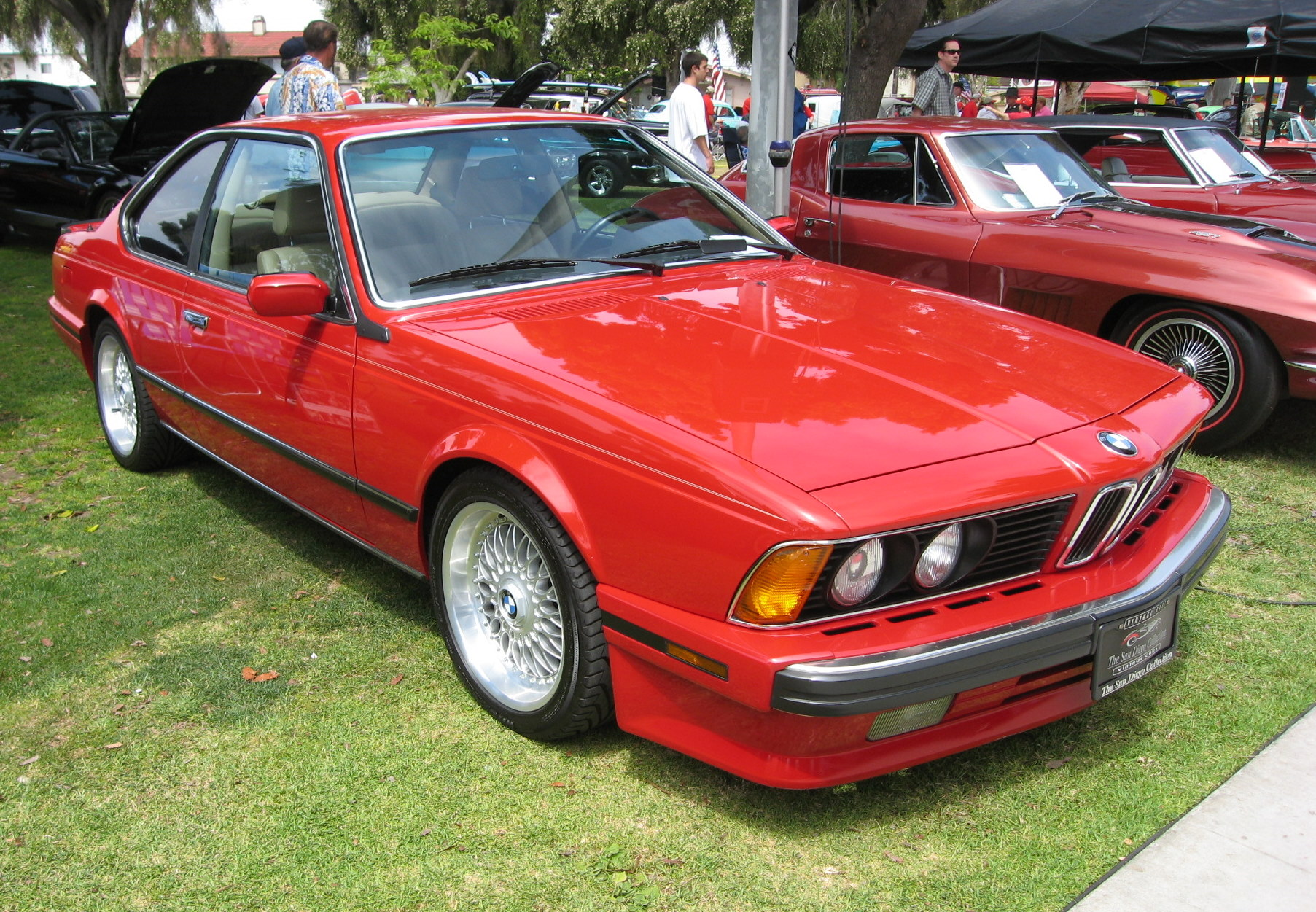
Une M6 américaine de 1986.
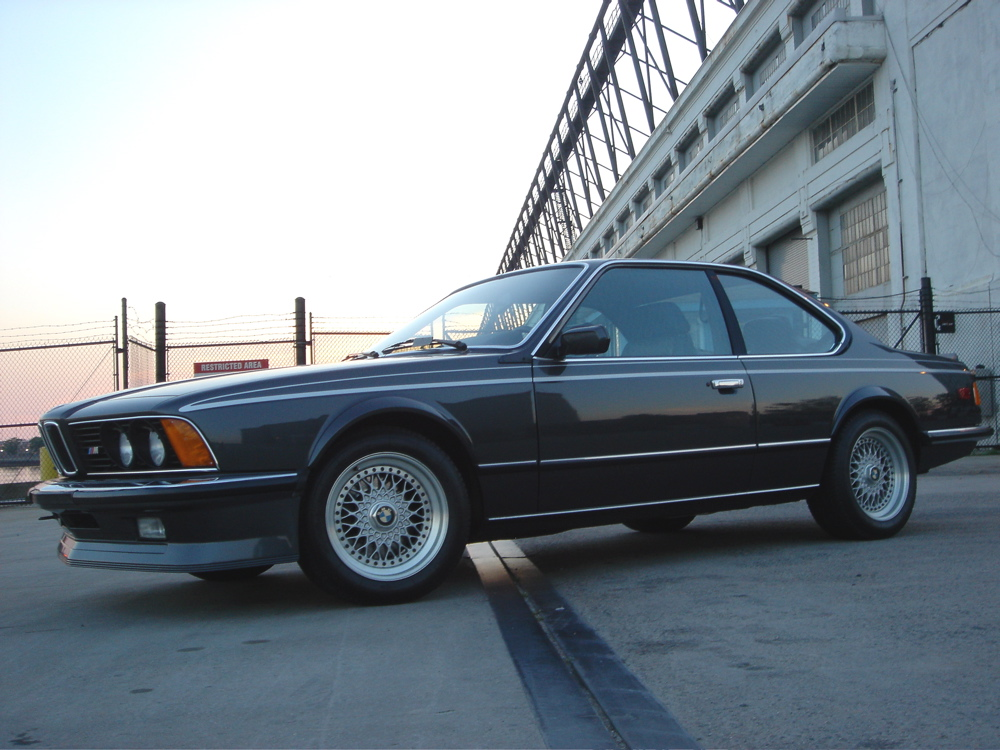
Une M635CSi de 1985.

### Production
À ses débuts de production, la Série 6 E24 a été entièrement confiée à Karmann ; mais à partir du mois d'août 1977, le carrossier Karmann ne produit plus que les carrosseries brutes de la Série 6.
Le constructeur allemand BMW s'est occupé lui-même de l'assemblage dans son usine de Dingolfing.
Chiffres de production : 86 216 exemplaires entre 1975 et 1989

### Palmarès de la 635 CSi

#### Titres
- Championnat d'Europe FIA des voitures de tourisme conducteurs 1981, 1983 et 1986 ;
- Deutsche Tourenwagen Masters 1984 ;
- Championnat de Belgique des voitures de tourisme 1984 ;
- Japanese Touring Car Championship 1985 (1re édition) ;
- Championnat d'Europe de la montagne 1985 Catégorie 1 (voitures de tourisme) avec le français Francis Dosières.

#### Principales victoires
ETCC (31)

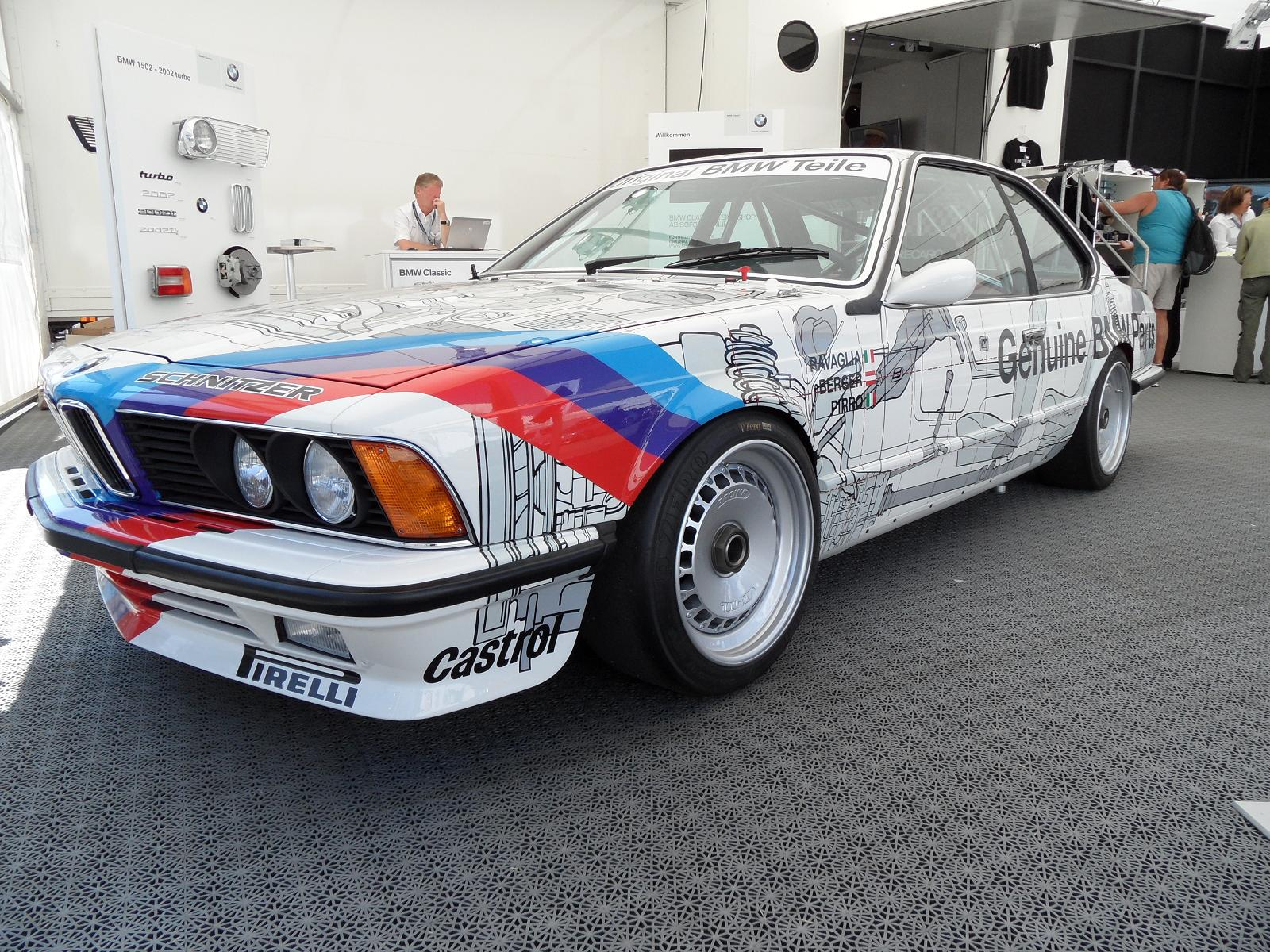
BMW E24 635 CSi du Groupe A Schnitzer, troisième des 24 Heures de Spa en 1986, avec Ravaglia, Berger et Pirro (victoire et deuxième place pour leurs équipiers Quester, Heger et Tassin, ainsi que Rossi, Micangeli et Micangeli).

- 4 Heures de Monza 1980, 1981 et 1983;
- 500 kilomètres de Vallelunga 1980, 1983 et 1984;
- 500 kilomètres de Pergusa 1980 et 1981;
- RAC Tourist Trophy 1980 et 1984
- 500 kilomètres de Donington 1981;
- Salzburgring 1981;
- Grand Prix de Brno 1981;
- 500 kilomètres de Mugello 1983 et 1984;
- Grand Prix du Nürburgring 1983, 1984 et 1986;
- ETCC Zolder 1983;
- 500 kilomètres de Misano 1986;
- Grand Prix de Nogaro 1986;
- 4 Heures de Jarama 1986;

Endurance (Spa étant incluse en ETCC)
- 24 Heures de Spa 1983 (doublé), 1985 et 1986 (triplé);
- 24 Heures du Nürburgring 1984 et 1985;
- 6 Heures de Vallelunga 1991.

‌

## E63 / E64
Seize ans après la première génération BMW donne une suite à ce grand coupé. Sur la base du concept car Z9, la deuxième génération baptisée E63 revient en 2004, d'abord en coupé (code E63) avec la 645Ci.
La gamme est complétée en 2005 par une version cabriolet (code E64) équipée d'un toit rétractable en toile et par une nouvelle motorisation 6 cylindres 3 litres. Mais aussi, pour le coupé seulement, par la version Motorsport dénommée M6, reprenant le V10 de la M5.
En 2006, le V8 4,4 litres est remplacé par un V8 4,8 litres équipant aussi les Série 5, Série 7 et Série X5.
La déclinaison cabriolet de la M6 a été commercialisé courant 2007.
En septembre 2007, BMW procède à un léger restylage extérieur et en profite pour installer sous le capot deux nouvelles motorisations, un 3,0 l essence de 272 ch qui remplace le 3,0 l de 258 ch et un 3,0 l diesel de 286 ch équipé d'un système de suralimentation étagée.
Il existe aussi une version modifiée par Alpina, appelée B6, équipée d'un V8 4,4 litres double turbocompressé de 500 ch. La B6 S qui lui succède a 530 ch. Alpina en fait une version GT3 de compétition sur laquelle Dino Lunardi et Alexandros Margaritis remportent l’ADAC GT Masters en 2011.
La production totale est de 116 748 exemplaires, dont 62 575 coupés et 54 173 décapotables.

### Modèles et motorisations
| Modèle | Type | Puissance | Cylindrée | Commercialisation                   |
| ------ | ---- | --------- | --------- | ----------------------------------- |
| 630Ci  | L6   | 258 ch    | 3,0 L     | Produit jusqu'en septembre 2007.    |
| 630i   | L6   | 272 ch    | 3,0 L     | Remplace la 630Ci à partir de 2007. |
| 645Ci  | V8   | 333 ch    | 4,4 L     | Produit jusqu'en 2005.              |
| 650i   | V8   | 367 ch    | 4,8 L     | Remplace la 645Ci à partir de 2006. |
| M6     | V10  | 507 ch    | 5,0 L     |                                     |
| 635d   | L6   | 286 ch    | 3,0 L     | à partir de septembre 2007          |

L6 : moteur 6 cylindres en ligne - V8 : moteur 8 cylindres en V - V10 : moteur 10 cylindres en V

## F12 / F13 / F06
La BMW Série 6 F12 est commercialisée en mars 2011 en version cabriolet. Elle remplace la version E63 après six ans de carrière. Puis elle est déclinée fin 2011 en coupé (F13) et début 2012 en coupé quatre portes Gran Coupé (F06). La version sportive M6 fait 560 ch.

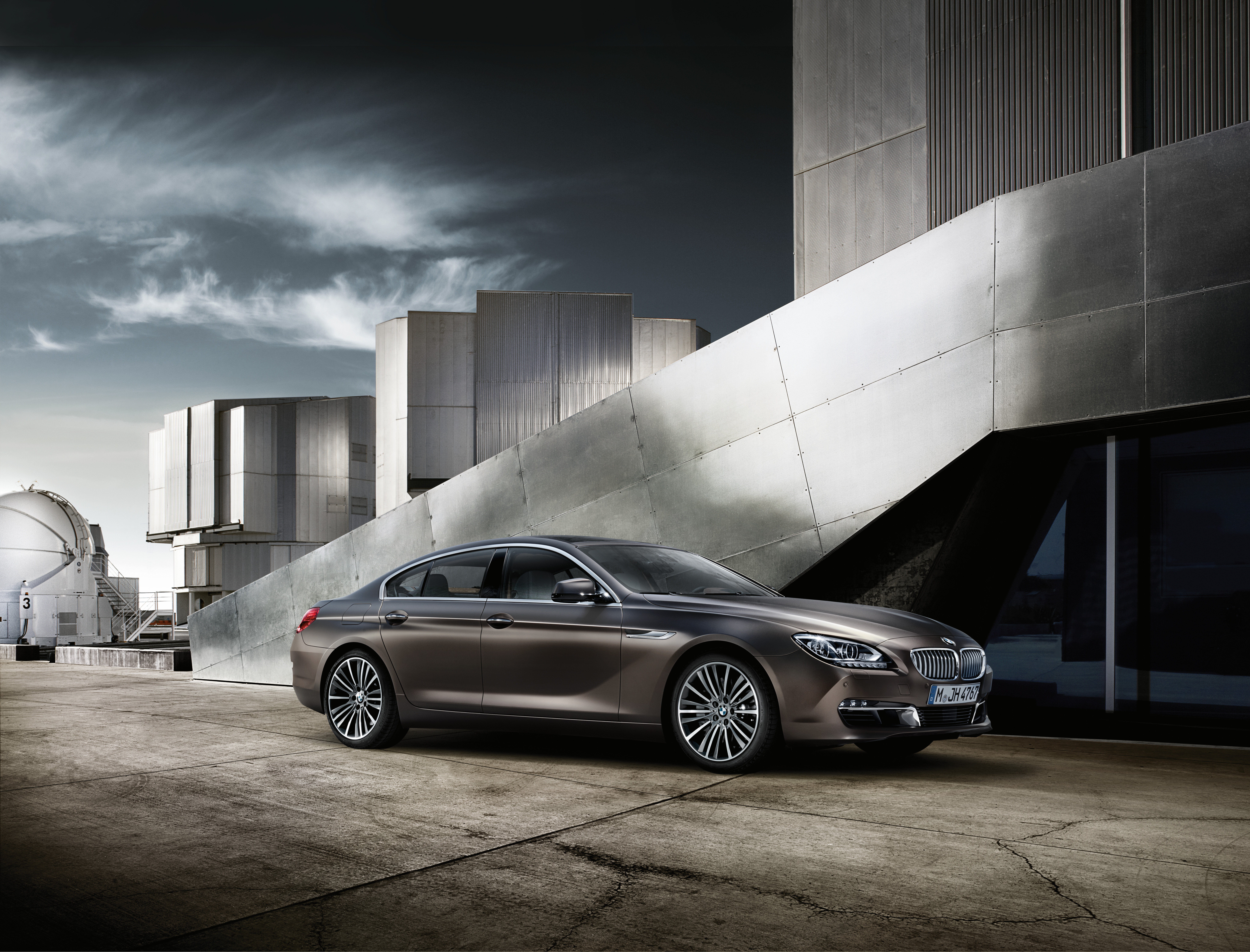
Série 6 Gran Coupé.
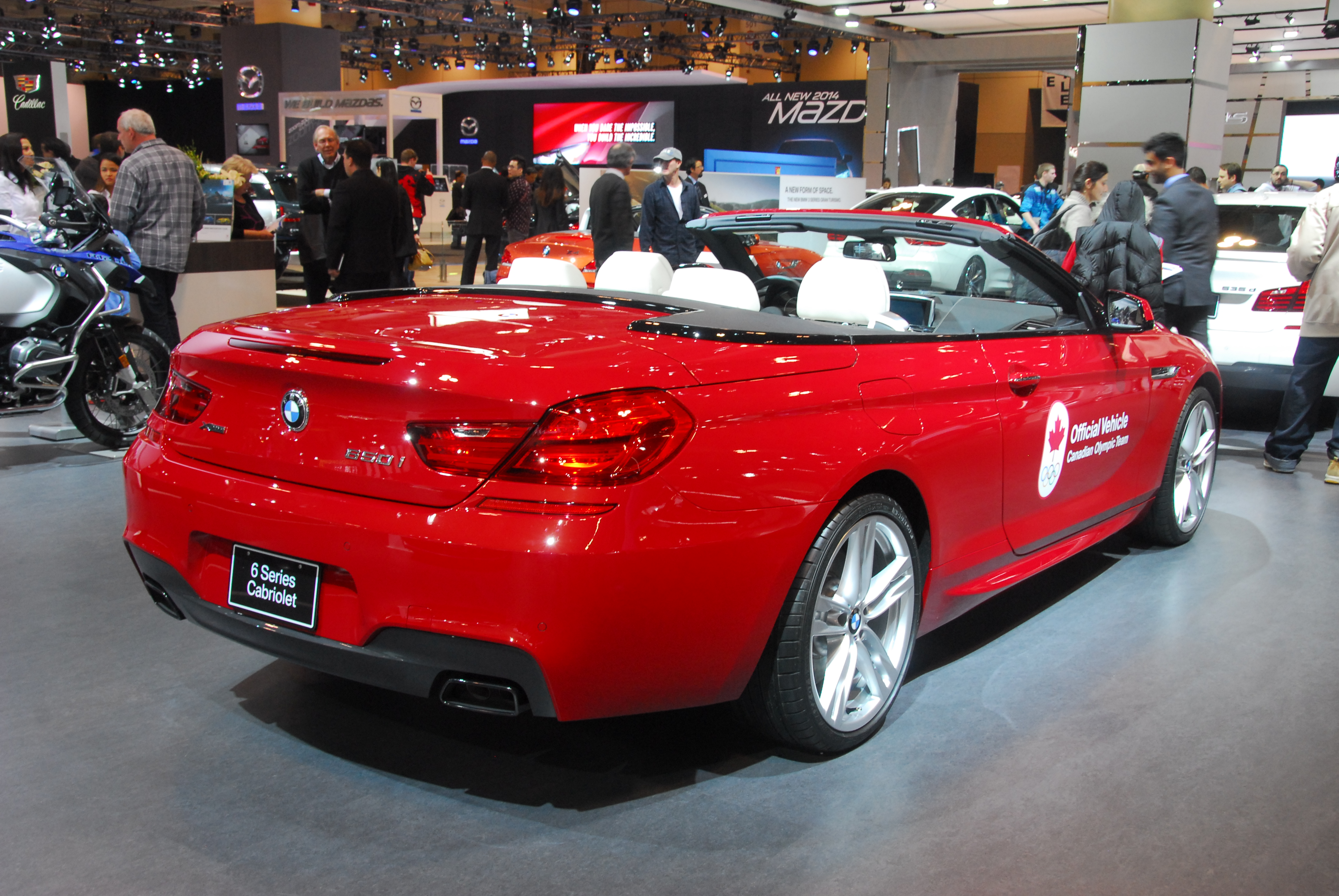
Série 6 cabriolet.

Les valeurs entre parenthèses correspondent à la variante équipée de la transmission intégrale xDrive.
Les chiffres de consommation de carburant et de pollution correspondent aux chiffres maximaux proposés par le constructeur.
|                              | 640i/xDrive                     | 650i/xDrive                     | M6                              | Alpina B6 Gran Coupé xDrive     |
| ---------------------------- | ------------------------------- | ------------------------------- | ------------------------------- | ------------------------------- |
| Moteur                       | 6 cylindres en ligne            | 8 cylindres en V                | 8 cylindres en V                | 8 cylindres en V                |
| Alimentation                 | Turbocompressé                  | Turbocompressé                  | Turbocompressé                  | Turbocompressé                  |
| Cylindrée                    | 2 979 cm3                       | 4 395 cm3                       | 4 395 cm3                       | 4 395 cm3                       |
| Puissance maximale           | 320 ch de 5 800 à 6 000 tr/min  | 449 ch de 5 500 à 6 000 tr/min  | 560 ch de 6 000 à 7 000 tr/min  | 600 ch à 6 000 tr/min           |
| Couple maximal               | 450 N m de 1 300 à 4 500 tr/min | 650 N m de 2 000 à 4 500 tr/min | 680 N m de 1 500 à 5 750 tr/min | 800 N m de 3 500 à 4 500 tr/min |
| Norme environnementale       | Euro 6                          | Euro 6                          | Euro 6                          | Euro 6                          |
| Boîte de vitesses            | BVA 8                           | BVA 8                           | DKG 7                           | BVA 8                           |
| Vitesse maximale (en km/h)   | 250                             | 250                             | 250                             | (324)                           |
| 0-100 km/h (en s)            | 5,3 / (5,2)                     | 4,6 / (4,4)                     | 4,2                             | (3,8)                           |
| Consommation (en L/100 km)   | 7,7 / (8,2)                     | 8,8 / (9,3)                     | 9,9                             | (10,4)                          |
| Émissions de CO2 (en g/km)   | 180 / (191)                     | 206 / (217)                     | 231                             | (242)                           |
| Capacité du réservoir (en L) | 70                              | 70                              | 80                              | 70                              |
| Masse à vide (en kg)         | 1 760 / (1 840)                 | 1 870 / (1 930)                 | 1 925                           | (2 105)                         |

### Diesel
|                              | 640d/xDrive                     |
| ---------------------------- | ------------------------------- |
| Moteur                       | 6 cylindres en ligne            |
| Cylindrée                    | 2 993 cm3                       |
| Puissance maximale           | 313 ch à 4 400 tr/min           |
| Couple maximal               | 630 N m de 1 500 à 2 500 tr/min |
| Boîte de vitesses            | BVA 8                           |
| Vitesse maximale (en km/h)   | 250                             |
| 0-100 km/h (en s)            | 5,3 / (5,1)                     |
| Consommation (en L/100 km)   | 6,0 / (6,4)                     |
| Émissions de CO2 (en g/km)   | 147 / (154)                     |
| Capacité du réservoir (en L) | 70                              |
| Masse à vide (en kg)         | 1 815 / (1 870)                 |

### Alpina B6 Gran Coupé

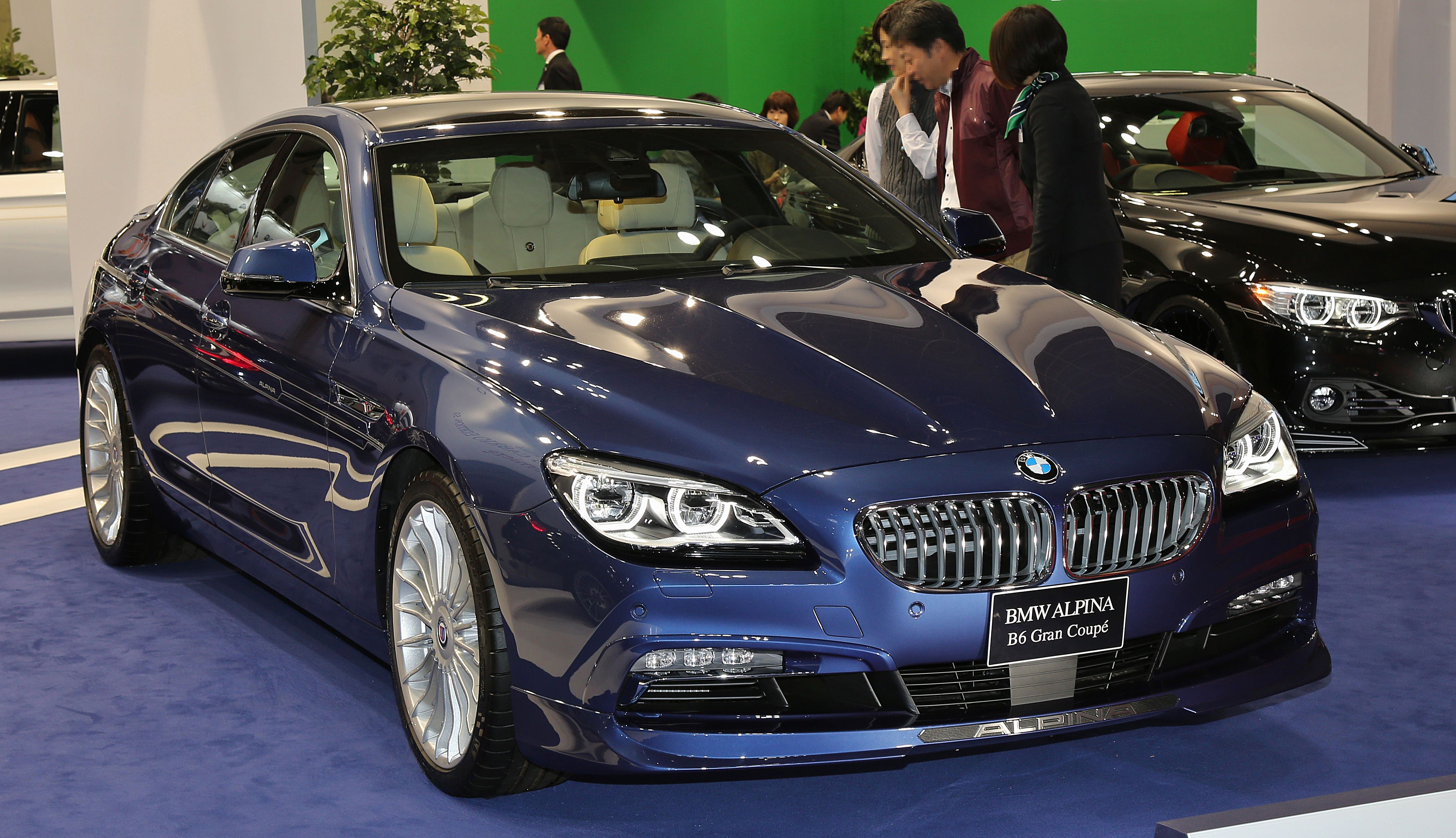
Alpina B6 Gran Coupé.

La BMW Alpina B6 Gran Coupé est un modèle vendu par BMW seulement aux États-Unis et au Canada. Réalisée par le constructeur indépendant Alpina, il s’agit d’une version plus puissante, plus luxueuse et très exclusive de la 650i, et donc plus lourde et moins sportive que la M6. Sa diffusion est très limitée. Elle est équipée d’une transmission intégrale, d’une boîte automatique à 8 rapports et d’un kit carrosserie spécifique améliorant son aérodynamique.
La version 2014 est motorisée par un V8 biturbo de 4,4 litres développant 540 ch et 730 N m. La vitesse maximale est de 318 km/h. Le 0 à 100 km/h est effectué en 3,9 s.
En 2015, elle est restylée comme le reste de la gamme Série 6 et devient encore plus puissante. Le V8 retravaillé développe désormais 600 ch et 800 N m. La vitesse maximale limitée électroniquement à 324 km/h en fait la BMW la plus rapide jamais vendue puisque les autres modèles sont limités électroniquement à des vitesses inférieures. Le 0 à 100 km/h est effectué en 3,8 s.
Ailleurs dans le monde, ce modèle est une Alpina et non une BMW et est également disponible en coupé et cabriolet.

### Fin de production
La Série 6 coupé a arrêté sa production en avril 2017 41 ans après la version originelle (6 ans pour l'actuelle génération). Seules subsistent les versions Gran Coupé et Cabriolet. La Série 6 est remplacée par la BMW Série 8 en 2018. Une voiture nommée Série 6 GT remplace la Série 5 GT fin 2017.

## GT (G32)
La Série 6 GT est une berline produite par le constructeur automobile allemand BMW à partir de 2017.
La BMW Série 6 GT (G32) remplace la Série 5 GT commercialisée de 2009 à 2017 pour qui la carrière commerciale n'aura pas été couronnée de succès. Elle est la seule déclinaison à porter le chiffre « 6 » à la suite de la disparition de la Série 6 coupé qui est remplacée par la Série 8.
Cette Série 6 Gran Turismo est dévoilée au Salon de Francfort 2017 pour une commercialisation en novembre de la même année. Au lancement, 3 motorisations sont disponibles, dont deux essences, les 630i et 640i (xDrive) et une diesel, le 630d (xDrive).

### Phase 2
La version restylée de la BMW Série 6 GT est dévoilée le 27 mai 2020 en Corée du Sud.

### Caractéristiques techniques
Les tableaux ci-après détaillent les caractéristiques techniques de la gamme. Les valeurs entre parenthèses correspondent à la variante équipée de la transmission intégrale xDrive.
Les chiffres de consommation de carburant et de pollution correspondent aux chiffres maximaux proposés par le constructeur.

#### Essence
|                              | 630i GT                         | 640i / xDrive GT                |
| ---------------------------- | ------------------------------- | ------------------------------- |
| Moteur                       | 4 cylindres en ligne            | 6 cylindres en ligne            |
| Cylindrée                    | 1 998 cm3                       | 2 998 cm3                       |
| Puissance maxi               | 258 ch de 5 200 à 6 500 tr/min  | 340 ch de 5 500 à 6 500 tr/min  |
| Couple maxi                  | 400 N m de 1 550 à 4 400 tr/min | 450 N m de 1 380 à 5 200 tr/min |
| Norme environnementale       | Euro 6                          | Euro 6                          |
| Boîte de vitesses            | Steptronic 8                    | Steptronic 8                    |
| Vitesse maxi (en km/h)       | 250                             | 250                             |
| 0-100 km/h (en s)            | 6,3                             | 5,4 / (5,3)                     |
| Consommation (en L/100 km)   | 6,6                             | 7,4 / (8,2)                     |
| Émissions de CO2 (en g/km)   | 152                             | 169 / (187)                     |
| Capacité du réservoir (en L) | 68                              | 68                              |
| Masse à vide (en kg)         | 1 795                           | 1 845 / (1910)                  |
| Disponibilité                | Novembre 2017                   | Novembre 2017                   |

#### Diesel
|                              | 620d GT                         | 630d / xDrive GT                | 640d xDrive GT                  |
| ---------------------------- | ------------------------------- | ------------------------------- | ------------------------------- |
| Moteur                       | 4 cylindres en ligne            | 6 cylindres en ligne            | 6 cylindres en ligne            |
| Cylindrée                    | 1 995 cm3                       | 2 993 cm3                       | 2 993 cm3                       |
| Puissance maxi               | 190 ch à 4 000 tr/min           | 265 ch à 4 000 tr/min           | 320 ch à 4 400 tr/min           |
| Couple maxi                  | 400 N m de 1 750 à 2 500 tr/min | 620 N m de 2 000 à 2 500 tr/min | 680 N m de 1 750 à 2 250 tr/min |
| Boîte de vitesses            | Steptronic 8                    | Steptronic 8                    | Steptronic 8                    |
| Vitesse maxi (en km/h)       | 220                             | 250                             | 250                             |
| 0-100 km/h (en s)            | 7,9                             | 6,1 / (6,0)                     | (5,3)                           |
| Consommation (en L/100 km)   | 4,9                             | 5,3 / (5,9)                     | (6,2)                           |
| Émissions de CO2 (en g/km)   | 129                             | 139 / (154)                     | (163)                           |
| Capacité du réservoir (en L) | 66                              | 66                              | 66                              |
| Masse à vide (en kg)         | 1 840                           | 1 900 / (1955)                  | (2 015)                         |
| Disponibilité                | Juillet 2018                    | Novembre 2017                   | Mars 2018                       |

## Au cinéma
Dans Le Coach, film français réalisé par Olivier Doran en 2008, Maximilien Chêne (interprété par Richard Berry), malheureux en jeu lors d'une partie de poker au casino d'Enghien-les-Bains, met en jeu successivement sa montre Zenith Chronomaster puis sa BMW 650 Ci quasi-neuve (elle a deux mois), avant de signer finalement une reconnaissance de dette de 200 000 euros.
Dans le film Mission impossible : Protocole Fantôme, le personnage principal, Ethan Hunt, vole une BMW Série 6 cabriolet pour poursuivre Hendricks.
Dans la série Desperate housewives (saison 8) Renée Perry (interprétée par Vanessa Williams) conduit une série 6 cabriolet.
Dans le film belge Dikkenek, on peut voir une Serie 6 grise qui est le sujet d'une scène loufoque : en effet la voiture tombée en panne, se trouve en fait dépourvue de moteur.